# Dichorisandra pubescens
Dichorisandra pubescens är en himmelsblomsväxtart som beskrevs av Carl Friedrich Philipp von Martius. Dichorisandra pubescens ingår i släktet Dichorisandra och familjen himmelsblomsväxter. Inga underarter finns listade.